# روبن غاندي
 روبن أوليفر غاندي (22 سبتمبر 1919 - 20 نوفمبر 1995)، عالم رياضيات بريطاني وفيلسوف في  المنطق.
كان صديقاً وطالباً وشريكاً لـ آلان تورينج ، بعد أن أشرف عليه تورنج أثناء حصوله على درجة الدكتوراه في  جامعة كامبريدج،  حيث عملا معاً في هذه الجامعة.

## النشأة وتعليمه
ولد روبين غاندي في قرية روثرفيلد بيبارد، أوكسفوردشاير، إنجلترا. كان ابن توماس هول غاندي (1876-1948) وإيدا كارولين ني هوني (1885–1977) وحفيدًا للمهندس والفنان جوزيف غاندي (1771-1843).
غاندي، الذي تلقى تعليمه في مدرسة أبوتسهولم، تلقي عامين في دراسة الرياضيات في كينجز كوليدج بكامبريدج، قبل التجنيد للخدمة العسكرية في عام 1940. خلال  الحرب العالمية الثانية، عمل في فرقة اعتراض الراديو في هانسلوب بارك، حيث كان  آلان تورنج يعمل على مشروع شيفرة سرية، وأصبح أحد أصدقاء تورينغ مدى الحياة وشريكه. في عام 1946، بدأ في في الحصول علي الدكتوراة في الفلسفة تحت إشراف تورينج. أكمل أطروحته، "النظم البديهية في الرياضيات والنظريات الفيزيائية"، في عام 1952. 

## الحياة المهنية والبحث
شغل غاندي مناصب إدارية في جامعة لستر، وجامعة ليدز، و جامعة مانشستر. كان غاندي أستاذاً زائراً في  جامعة ستانفورد من عام 1966 إلى عام 1967، وشغل منصبًا مشابهًا في  جامعة كاليفورنيا ، لوس أنجلوس في عام 1968. وفي عام 1969، انتقل إلى كلية ولفسون في أكسفورد، حيث أصبح أستاذاً في المنطق الرياضي. وقد تم الآن تسمية أحد المباني السكنية للكلية على اسمه.
اشتهر بعمله في نظرية الحاسوبية. وتشمل مساهماته نظرية سبكتور-غاندي، ونظرية مقارنة مرحلة غاندي، ونظرية غاندي المختارة. كما ساهم بشكل كبير في فهم أطروحة تورينغ، وعمل علي تطوير آلة تورنغ.
توفي غاندي في أكسفورد، إنجلترا.